# Hadl Richárd
Hadl Richárd (1877. január 11. – Locarno, 1944. december 17.) magyar szobrász, grafikus.

## Életpályája
A bécsi képzőművészeti akadémián Zumbusch-nál végezte tanulmányait. Ezután Firenzében dolgozott. Hazatérése után évekig Bécsben működött. 1899–1901 között a Műcsarnokban több szoborművével szerepelt. 1909-ben a Nemzeti Szalonban két alkalommal is gyűjteményes kiállítást rendezett. Több évig tartó olaszországi tevékenység után Bernben telepedett le, ahol főleg grafikával foglalkozott.

## Díjai
- osztrák állami nagydíj (Bécs, 1900)